# Deronectes depressicollis
Deronectes depressicollis är en skalbaggsart som först beskrevs av Wilhelm Gottlob Rosenhauer 1856.  Deronectes depressicollis ingår i släktet Deronectes och familjen dykare. IUCN kategoriserar arten globalt som sårbar. Inga underarter finns listade i Catalogue of Life.